# Type Museum

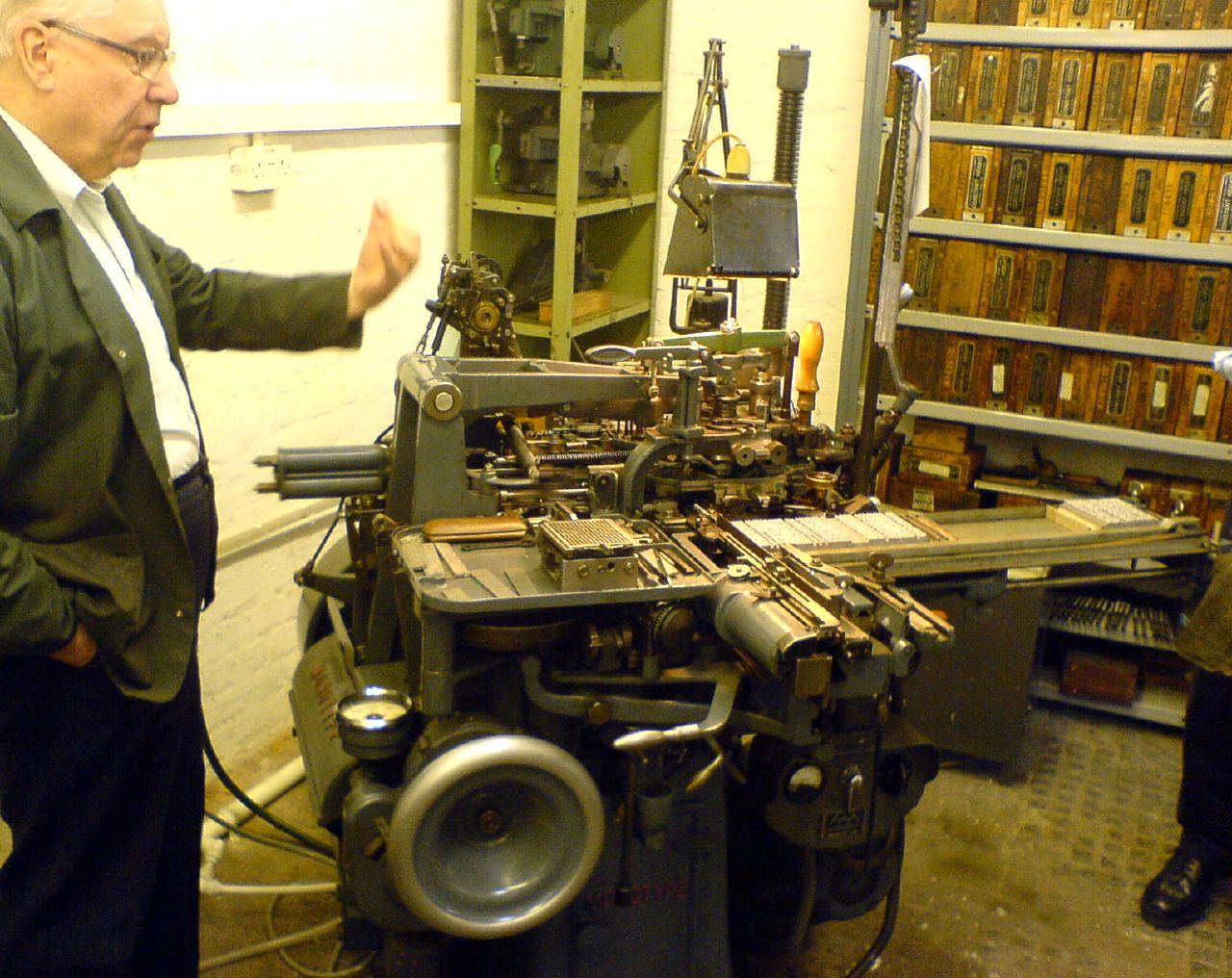
Une machine Monotype dans une salle d’exposition du Type Museum (2006).

Le Type Archive, anciennement connu sous le nom de Type Museum, est une collection d'artefacts liés à l'histoire de la composition d’imprimerie en Angleterre, où les meilleures fonderies ont créé et ont fourni des polices de caractères et des systèmes d’impression pour plus de 300 langues,. L’institution a été fondée en 1992 et se trouve dans le quartier Stockwell de South London à Londres,.